# جایزه فیلم‌شب
جوایز فیلم‌شب هر ساله در صنعت فیلم‌های پورنوگرافی توسط مجله فیلم‌شب، واقع در اولدزمار، فلوریدا اهدا می‌شود، مجله فوق اولین بار در سال ۱۹۸۷ پایه‌گذاری شد و در ابتدا با عنوان اسپورتس سئوت شناخته می‌شد. اهداء این جوایز از سال ۱۹۹۳ آغاز شد و در ابتدا تحت عنوان مرکز جوایز سرگرمی‌های بزرگسال فلوریدا ارائه می‌شد.